# Parodiella stigmatopteridis
Parodiella stigmatopteridis är en svampart som först beskrevs av Ferd. & Winge, och fick sitt nu gällande namn av Theiss. & Syd. 1915. Parodiella stigmatopteridis ingår i släktet Parodiella och familjen Parodiellaceae.   Inga underarter finns listade i Catalogue of Life.